# Acer tegmentosum
Acer tegmentosum is een loofboom uit de zeepboomfamilie (Sapindaceae). De wetenschappelijke naam werd gepubliceerd door Karl Johann Maximowicz in 1856.

## Kenmerken
De soort groeit tot een hoogte van 10 à 12 meter (maximaal 15 m) en een stamdiameter van 30 cm. Heeft een donkergrijze stam. De bladeren zijn bleekgroen gekleurd en ovaal tot bijna rond van vorm. Ze bereiken een lengte van 10 à 12 cm en een breedte van 7 à 9 cm. De soort heeft vijf hoofdnerven en zeven tot acht paar zijnerven. De bladrand is dubbel gezaagd en is drie- tot vijflobbig. Deze lobben zijn ovaal en hebben een spits uiteinde, wat kenmerkend is voor esdoorns in het algemeen. De bladsteel bereikt doorgaans een lengte van 4 à 7 cm, maar kan tot 13 cm lang zijn. De vruchten zijn geelbruin en zijn voorzien van twee vleugels. In elke vleugel zit een nootje, welke plat zijn of licht gebogen. Een vleugel, inclusief nootje is 2,5 à 3 cm lang en 1,5 mm breed.

## Verspreiding
Acer tegmentosum komt van nature voor in het Russische Verre Oosten in de oblast Amoer, Chabarovsk, Primorje en de Joodse Autonome Oblast, alsmede het Koreaans Schiereiland en de Chinese provincies Jilin, Heilongjiang en Liaoning. De soort komt voor op hoogten tussen de 500 en 1000 meter boven zeeniveau. Acer tegmentosum staat op de Chinese rode lijst van bedreigde soorten als kwetsbaar vermeld.
... · 
A. buergerianum (drietandesdoorn) · 
A. campestre (Spaanse aak) · 
A. capillipes (slangenesdoorn) · 
A. cappadocicum (Colchische esdoorn) · 
A. caudatum · 
A. ginnala (amoeresdoorn) · 
Acer griseum · 
A. japonicum · 
A. monspessulanum (montpelieresdoorn) · 
A. mono · 
A. negundo (vederesdoorn) · 
A. palmatum (Japanse esdoorn) · 
A. platanoides (Noorse esdoorn) · 
A. pseudoplatanus (gewone esdoorn) · 
A. rubrum (rode esdoorn) · 
A. saccharinum (witte esdoorn) · 
A. saccharum (suikeresdoorn) · 
A. tegmentosum · 
...